# Discovery Networks U.S. Grupo Hispano
Discovery Networks U.S. Grupo hispano engloba a dos canales de televisión en español, pensado para la comunidad hispana que vive en Estados Unidos, aunque via satélite pueden acceder a él todos los países de habla hispana. Discovery Networks U.S. Grupo hispano es una filial de Discovery Communications que lanzó en 1985 en Estados Unidos y en inglés el canal de televisión Discovery Channel. Discovery es de pago y ofrece su programación en EE. UU. por cable, pero es capaz de ofrecer sus servicios a más de 160 países a través de la emisión digital vía satélite. La sede central se encuentra en Miami, Florida, Estados Unidos.
Discovery Networks lanzó Discovery en Español en 1998 como respuesta a la creciente demanda de programación en español en Estados Unidos y expandió sus servicios en 2005 con dos nuevos canales para brindar mejores servicios a los intereses de mujeres, niños y en general a las familias latinas, incluyendo Discovery Familia. 

## Discovery en Español
Su programación contiene naturaleza, ciencia y tecnología, historia, y exploración del mundo. Este canal está dedicado a educar, informar, y entretener a los espectadores.
Millones de televidentes ven Discovery Channel, sea por Via satélite o compañía de cable local.

## Discovery Familia
Programación infantil que además de entretener, educa a los niños ayudándoles al aprendizaje del español, y los motivará a explorar el mundo que los rodea con series que les muestran el comportamiento animal.
El primer canal de estilos de vida pensado para los hispanos parlantes de Estados Unidos, ofreciendo información sobre el hogar, viajes y alimentación que permiten mejorar la calidad de vida.
Un estudio reciente realizado por LatinoEyes (división de C&R Research) entre los hispanos de EE. UU., manifestó los siguientes resultados sobre los 3 canales de Discovery en español: 
- El 91% de los entrevistados calificó como de gran importancia el tener más programas educativos para niños donde aprendan obre la cultura hispana y el lenguaje español.
- El 86% calificó como gran importancia el tener más programas educativos para adultos donde aprendan sobre la cultura hispana y el lenguaje español.
- El 85% calificó como de gran Importancia el presentar más programas de televisión en español que se puedan ver en familia.
- El 85% señaló una mejor representación de la mujer como un punto de gran Importancia.